# Oberpfarrer
Der Inhaber einer Kantonalpfarrei trug den Titel eines Oberpfarrers.
Entstanden ist der Titel, nachdem das Rheinland 1794 durch Frankreich besetzt worden war. Im Jahr 1801 wurde durch Napoleon das Bistum Aachen erstmals errichtet. Die linksrheinischen Teile des Erzbistums Köln, die schon vorher dem französischen Staat angegliedert worden waren, wurden dem neu gegründeten Bistum Aachen zugeordnet.
Die Bistumsverwaltung gliederte sich in Kantonal- und Sukkursalpfarreien. Die Inhaber der Kantonalpfarreien wurden als Oberpfarrer bezeichnet. In Köln waren beispielsweise die vier Hauptpfarreien (Dompfarrei, St. Kolumba, Maria im Kapitol, St. Peter) Kantonalpfarreien.
Seit der Auflösung des Bistums Aachen im Jahr 1821 hat der Titel keine staats- und kirchenrechtliche Bedeutung mehr. Trotzdem wird der Titel in einigen katholischen Gemeinden in linksrheinischen Gebieten des Erzbistums Köln noch heute verwendet. Traditionell werden beispielsweise der Pfarrer an St. Stephanus in Grevenbroich-Elsen oder der Pfarrer am Quirinusmünster in Neuss als Oberpfarrer betitelt.
Außerhalb des katholischen Raums wird der Begriff Oberpfarrer in großen evangelischen Gemeinden seit dem 16. Jahrhundert oder in der frühen deutschen Militärseelsorge verwendet. In der Evangelisch-Lutherischen Kirche in Thüringen trug der Stellvertreter des Superintendenten diesen Titel. Noch heute ist der Titel sowohl evangelischer- als auch katholischerseits in der Seelsorge der Bundespolizei der Bundesrepublik Deutschland gebräuchlich.
Vergleichbar war in etwa der Titel eines Pastor Primarius der Evangelischen Landeskirche Sachsens, wie ihn Valentin Weigel zu Zschopau oder Ernst Katzer zu Löbau trug. 